# İscehisar
İscehisar est une ville et un district de la province d'Afyonkarahisar dans la région égéenne en Turquie.

## Démographie
D'après le recensement de 2007, la population s'élève à 24 114 habitants. 